# Сави (Асти)
Сави је насеље у Италији у округу Асти, региону Пијемонт.
Према процени из 2011. у насељу је живело 389 становника. Насеље се налази на надморској висини од 268 м.